# Exorista nova
Exorista nova är en tvåvingeart som först beskrevs av Camillo Rondani 1859.  Exorista nova ingår i släktet Exorista och familjen parasitflugor. Inga underarter finns listade i Catalogue of Life.